# ادین ویشچا
 ادین ویشچا (انگلیسی: Edin Višća؛ زاده ۱۷ فوریهٔ ۱۹۹۰) یک بازیکن فوتبال اهل بوسنی و هرزگوین است.
صفحه را بروز کنید